# Lilla Ormtjärnen
Lilla Ormtjärnen är en sjö i Filipstads kommun i Värmland och ingår i Göta älvs huvudavrinningsområde. Lilla Ormtjärnen ligger i Brattforsheden Natura 2000-område.